# 布魯克林孤兒 (電影)
是一部2019年美國新黑色犯罪電影，由艾德華·諾頓執導、編劇和監製，改編自強納森·列瑟創作的1999年同名小說。諾頓在片中擔任主演，其他演員包括布魯斯·威利、古古·瑪芭塔-勞、巴比·卡納佛、切利·瓊斯、麥可·K·威廉斯、亞歷·鮑德溫和威廉·達佛。
諾頓在1999年閱讀過列瑟的小說後便想改編成電影，用了近20年的時間製作本片。小說設定在當代，但諾頓覺得劇情和對話比較像黑色電影的設定，便將本片故事移至1950年代。
《布魯克林孤兒》2019年8月30日在特柳賴德影展上舉行全球首映。該片由華納兄弟定檔2019年11月1日在美國上映。

## 劇情前提
1950年代，一位患有妥瑞氏症的私家偵探為了遭到殺害的心靈導師兼摯友而開始在紐約市四處追查。

## 演員
- 艾德華·諾頓飾演萊諾·艾斯洛（Lionel Essrog）
- 布魯斯·威利飾演法蘭克·敏納（Frank Minna）
- 古古·瑪芭塔-勞飾演蘿拉·羅斯（Laura Rose）
- 巴比·卡納佛飾演東尼·佛蒙特（Tony Vermonte）
- 切利·瓊斯飾演蓋比·霍羅威茲（Gabby Horowitz）
- 亞歷·鮑德溫飾演摩沙·蘭道夫
- 威廉·達佛飾演保羅·蘭道夫
- 麥可·K·威廉斯飾演溫頓·馬沙利斯（Wynton Marsalis）
- 萊絲莉·曼恩飾演茱莉亞·敏納（Julia Minna）
- 伊森·索普飾演吉伯特·柯尼（Gilbert Coney）
- 達拉斯·羅伯茨飾演丹尼·凡特爾（Danny Fantl）

## 製作
在製作了1998年電影《野獸良民》之後，艾德華·諾頓獲得了改編強納森·列瑟的小說《布魯克林孤兒》的版權。1999年10月，宣佈諾頓會主演和監製電影，他不確定是否會擔任導演。雖然原著小說設定在1999年，但諾頓把故事重寫成1950年代。他也加插摩沙·蘭道夫（Moses Randolph）這個角色，該角色是基於紐約市的城市規劃師羅伯·摩斯。2012年，諾頓完成了劇本。2014年2月，該項目成立，確定由諾頓自導自演。
2018年2月，《布魯克林孤兒》在紐約市開始主要拍攝，由諾頓、威廉·達佛、布魯斯·威利、古古·瑪芭塔-勞與亞歷·鮑德溫等人主演。巴比·卡納佛和達拉斯·羅伯茨於幾週後加入了演出陣容。3月22日，因電影的製作大樓的地下室發生火災，造成一名消防員喪生。隔日，製作暫時停擺，直到一週後恢復。2018年12月，劇組於纽约州特洛伊進行額外的補拍。

## 發行
《布魯克林孤兒》最先於2019年8月30日在特柳賴德影展上舉行全球首映。後於2019年9月10日在多倫多國際影展上放映，並於2019年11月1日在美國上映。該片同時也被選為2019年紐約影展的閉幕片。

## 迴響

### 評價
爛番茄根據124條評論，持有61%的新鮮度，平均得分6.28／10，觀眾投票獲得78%的分數，平均得分為4.03／5。在Metacritic上，電影獲得60分。

## 外部連結
- 互联网电影数据库（IMDb）上《布魯克林孤兒》的资料（英文）